# Маленець (Лодзинське воєводство)
Маленець (пол. Maleniec) — село в Польщі, у гміні Ґрабиця Пйотрковського повіту Лодзинського воєводства.
Населення — 44 особи (2011).
У 1975—1998 роках село належало до Пйотрковського воєводства.

## Демографія
Демографічна структура станом на 31 березня 2011 року:
|          | Загалом | Допрацездатний вік | Працездатний вік | Постпрацездатний вік |
| -------- | ------- | ------------------ | ---------------- | -------------------- |
| Чоловіки | 22      | 6                  | 13               | 3                    |
| Жінки    | 22      | 3                  | 11               | 8                    |
| Разом    | 44      | 9                  | 24               | 11                   |